# Forfølgelse
Forfølgelse består i at en person eller gruppe af personer vedholdende diskriminerer en anden person eller gruppe af personer. De mest udbredte former er religiøs forfølgelse og etnisk forfølgelse, som så i øvrigt tit er svære at skelne fra hinanden. Det vil ofte være en stor gruppe (majoritet) som forfølger en mindre gruppe (minoritet). Den sammenhæng er dog ikke entydig, som man f.eks. så det under apartheid i Sydafrika.